# Afrithelphusa gerhildae
Afrithelphusa gerhildae е вид ракообразно от семейство Potamonautidae.

## Разпространение
Видът е разпространен в Гвинея.